# James Hall (turner)
James Robert Hall (Bankstown, 6 oktober 1995) is een Brits turner. Sinds 2014 is hij lid van het het Britse Seniorenteam. Hij won de bronzen medaille op de meerkamp op de Europese kampioenschappen turnen 2017 in april 2017 gehouden in Cluj Napoca. In 2021 deed hij mee aan de teamwedstrijd en de meerkamp op de Olympische Spelen, waar hij respectievelijk vierde en achtste werd.